# 威爾遜鎮區 (堪薩斯州賴斯縣)
威爾遜鎮區（英語：Wilson Township）為美國堪薩斯州賴斯縣轄下的鎮區。2010年美国人口普查中此鎮區人口有112人。

## 地理
威爾遜鎮區涵蓋總面積為93.7平方（36.17平方英里），其中陸地面積為93.7平方（36.16平方英里），水域面積為0.026平方（0.01平方英里）或0.03%。

## 人口統計
根據2010年美國人口普查，威爾遜鎮區人口有112人，其中男性有54人，女性有58人，人口密度為每平方公里1.20人，住房計54戶。鎮區內的白人有103人，非裔美國人有5人，美洲原住民有0人，亞裔美國人有1人，太平洋島裔美國人有0人，其他種族有1人，混血種族則有2人。此外鎮區內有1人為西班牙裔或拉丁裔美國人。此鎮區之年齡中位數為49.0歲，而男性年齡中位數為49.5歲，女性年齡中位數為48.3歲。